# 찰스 터퍼
찰스 터퍼 경(Sir Charles Tupper, 1st Baronet, GCMG, CB, 1821년 7월 2일~1915년 10월 30일)은 1896년 약 10주간 총리 직에 있었던 캐나다의 정치인이다. 캐나다 총리들 중 최연장자였다.
노바스코샤주의 엠허스트에서 침례교 목사의 아들로 태어났다. 스코틀랜드의 에든버러 대학교에서 의학을 공부하고, 고향으로 돌아와 의사가 되었다.
의사로서 성공한 그는 노바스코샤 주에서 가장 잘 알려졌다. 1855년 보수당 대표로 노바스코샤 주 정부에 뽑혔고, 1864년에는 보수당 당수와 주 총리가 되어 노바스코샤 주, 뉴브런즈윅주, 프린스 에드워드 아일랜드 식민지들을 통합하는 업무를 실행하였다. 1867년에 캐나다 자치령을 세우는 데 도움을 주었으며, 캐나다 하원 의원에 뽑혔다. 존 맥도널드 내각 아래 몇 부처의 장관을 맡기도 하였다.
1896년 4월 27일, 총리에 취임하였다. 단기간 재임 중에 보수당 안의 싸움을 끝내려 했지만 실패하고 말았다. 6월 총선에서 자유당이 승리하였다. 총리 직에서 물러난 후에도, 1900년까지 하원 의원 겸 야당 총재로 있었다. 정계 은퇴 이후에는 영국 켄트주로 이주하여 1915년 10월 30일에 사망하였다.

## 서훈
- 1867년 바스 훈장 3등급(CB) 수훈
- 1879년 세인트마이클앤드세인트조지 훈장 2등급(KCMG, 작위급 훈장)
- 1888년 준남작으로 승작
- 1907년 세인트마이클앤드세인트조지 훈장 1등급(GCMG, 작위급 훈장)

## 역대 선거 결과
| 선거명      | 직책명                         | 대수 | 정당   | 득표율   | 득표수  | 결과 | 당락                       |
| ----------- | ------------------------------ | ---- | ------ | -------- | ------- | ---- | -------------------------- |
| 1867년 선거 | 하원의원 (컴벌랜드 선거구)     | 1대  | 보수당 | 0%       | 1,368표 | 1위  | 컴벌랜드 하원의원 당선     |
| 1870년 선거 | 하원의원 (컴벌랜드 선거구)     | 1대  | 보수당 | 단독후보 | 무투표  | 1위  | 컴벌랜드 하원의원 당선     |
| 1872년 선거 | 하원의원 (컴벌랜드 선거구)     | 2대  | 보수당 | 0%       | 1,911표 | 1위  | 컴벌랜드 하원의원 당선     |
| 1874년 선거 | 하원의원 (컴벌랜드 선거구)     | 3대  | 보수당 | 0%       | 1,580표 | 1위  | 컴벌랜드 하원의원 당선     |
| 1878년 선거 | 하원의원 (컴벌랜드 선거구)     | 4대  | 보수당 | 0%       | 2,030표 | 1위  | 컴벌랜드 하원의원 당선     |
| 1878년 선거 | 하원의원 (컴벌랜드 선거구)     | 4대  | 보수당 | 단독후보 | 무투표  | 1위  | 컴벌랜드 하원의원 당선     |
| 1882년 선거 | 하원의원 (컴벌랜드 선거구)     | 5대  | 보수당 | 단독후보 | 무투표  | 1위  | 컴벌랜드 하원의원 당선     |
| 1887년 선거 | 하원의원 (컴벌랜드 선거구)     | 6대  | 보수당 | 0%       | 2,788표 | 1위  | 컴벌랜드 하원의원 당선     |
| 1887년 선거 | 하원의원 (컴벌랜드 선거구)     | 6대  | 보수당 | 0%       | 2,468표 | 1위  | 컴벌랜드 하원의원 당선     |
| 1896년 선거 | 하원의원 (케이프브레턴 선거구) | 7대  | 보수당 | 단독후보 | 무투표  | 1위  | 케이프브레턴 하원의원 당선 |
| 1896년 선거 | 하원의원 (케이프브레턴 선거구) | 8대  | 보수당 | 0%       | 3,630표 | 1위  | 케이프브레턴 하원의원 당선 |